# Удостоверение личности (Латвия)
Удостоверение личности (латыш. Personas apliecība), или электронная карта идентификации (eID-карта), — удостоверяющий личность документ, выдаваемый гражданам и негражданам Латвии, достигнувшим пятнадцатилетия. Удостоверение личности может получить любое лицо, внесённое в регистр населения, в соответствии со своим правовым статусом. Детям до 15 лет удостоверение личности может быть выдано по заявлению родителей или законного представителя ребёнка.
Удостоверение действительно для поездок в пределах Европы (кроме Беларуси, России, Украины и Великобритании), Грузии, заморских территорий Франции и Монтсеррата (максимум 14 дней) (без необходимости наличия латвийского паспорта).
До 2023 года, когда карта станет обязательной для большинства, граждане Латвии, имеющие действующий паспорт, не обязаны получать удостоверение личности. Карта обязательна, если у гражданина старше 15 лет нет паспорта.